# Danmarks kommuner 1970-2006

Kommuner i Danmark 1970-2006

Fram till 31 december 2006 var Danmark indelat i 13 amt och 270 kommuner.

## Bornholm
- Bornholms regionskommun (även amt)

Före 2003 var Bornholm indelat i följande kommuner:
- Allinge-Gudhjems kommun
- Hasle kommun
- Nexø kommun
- Rønne kommun
- Åkirkeby kommun

## Frederiksberg
- Frederiksbergs kommun (även amt).

## Frederiksborgs amt
| - Allerøds kommun - Birkerøds kommun - Farums kommun - Fredensborg-Humlebæks kommun - Frederikssunds kommun - Frederiksværks kommun - Græsted-Gilleleje kommun | - Helsinge kommun - Helsingørs kommun - Hillerøds kommun - Hundesteds kommun - Hørsholms kommun - Jægerspris kommun | - Karlebo kommun - Skibby kommun - Skævinge kommun - Slangerups kommun - Stenløse kommun - Ølstykke kommun |

## Fyns amt
| - Assens kommun - Bogense kommun - Broby kommun - Egebjergs kommun - Ejby kommun - Fåborgs kommun - Glamsbjergs kommun - Gudme kommun - Haarby kommun - Kerteminde kommun - Langeskovs kommun | - Marstals kommun (uppgick redan 2006 i Ærø kommun) - Middelfarts kommun - Munkebo kommun - Nyborgs kommun - Nørre Aaby kommun - Odense kommun - Otterups kommun - Ringe kommun - Rudkøbings kommun - Ryslinge kommun - Svendborgs kommun | - Sydlangelands kommun - Søndersø kommun - Tommerups kommun - Tranekærs kommun - Ullerslevs kommun - Vissenbjergs kommun - Ærøskøbings kommun (uppgick redan 2006 i Ærø kommun) - Ørbæks kommun - Årslevs kommun - Aarups kommun |

## Köpenhamns amt
| - Albertslunds kommun - Ballerups kommun - Brøndby kommun - Dragørs kommun - Gentofte kommun - Gladsaxe kommun | - Glostrups kommun - Herlevs kommun - Hvidovre kommun - Høje-Tåstrups kommun - Ishøjs kommun - Ledøje-Smørums kommun | - Lyngby-Taarbæks kommun - Rødovre kommun - Søllerøds kommun - Tårnby kommun - Vallensbæks kommun (belägen mellan Brøndby och Ishøj;felaktigt avbildat som en sjö (vit färg) på kartan på denna sida) - Værløse kommun |

## Köpenhamn
- Köpenhamns kommun (fungerade också som amt).

## Nordjyllands amt
| - Ardens kommun - Brovsts kommun - Brønderslevs kommun - Dronninglunds kommun - Farsø kommun - Fjerritslevs kommun - Frederikshavns kommun - Hadsunds kommun - Hals kommun | - Hirtshals kommun - Hjørrings kommun - Hobro kommun - Læsø kommun - Løgstørs kommun - Løkken-Vrå kommun - Nibe kommun - Nøragers kommun - Pandrups kommun | - Sejlflods kommun - Sindals kommun - Skagens kommun - Skørpings kommun - Støvrings kommun - Sæby kommun - Aabybro kommun - Aalborgs kommun - Aars kommun |

## Ribe amt
| - Billunds kommun - Blaabjergs kommun - Blåvandshuks kommun - Brammings kommun - Brørups kommun | - Esbjergs kommun - Fanø kommun - Grindsteds kommun - Helle kommun - Holsteds kommun | - Ribe kommun - Varde kommun - Vejens kommun - Ølgods kommun |

## Ringkjøbings amt
| - Aulum-Haderups kommun - Brande kommun - Egvads kommun - Hernings kommun - Holmslands kommun - Holstebro kommun | - Ikasts kommun - Lemvigs kommun - Ringkøbings kommun - Skjerns kommun - Struers kommun - Thyborøn-Harboøre kommun | - Thyholms kommun - Trehøje kommun - Ulfborg-Vembs kommun - Videbæks kommun - Vinderups kommun - Åskovs kommun |

## Roskilde amt
| - Bramsnæs kommun - Greve kommun - Gundsø kommun - Hvalsø kommun - Køge kommun - Lejre kommun | - Ramsø kommun - Roskilde kommun - Skovbo kommun - Solrøds kommun - Vallø kommun |

## Storstrøms amt
| - Fakse kommun - Fladså kommun - Holeby kommun - Holmegaards kommun - Højreby kommun - Langebæks kommun - Maribo kommun - Møns kommun | - Nakskovs kommun - Nykøbing Falsters kommun - Nysteds kommun - Næstveds kommun - Nørre Alslevs kommun - Præstø kommun - Ravnsborgs kommun - Rudbjergs kommun | - Rødby kommun - Rønnede kommun - Sakskøbings kommun - Stevns kommun - Stubbekøbings kommun - Suså kommun - Sydfalsters kommun - Vordingborgs kommun |

## Sønderjyllands amt
| - Augustenborgs kommun - Bovs kommun - Bredebro kommun - Broagers kommun - Christiansfelds kommun - Grams kommun - Gråstens kommun - Haderslevs kommun | - Højers kommun - Lundtofts kommun - Løgumklosters kommun - Nordborgs kommun - Nørre-Rangstrups kommun - Røddings kommun - Rødekro kommun - Skærbæks kommun | - Sundeveds kommun - Sydals kommun - Sønderborgs kommun - Tinglevs kommun - Tønders kommun - Vojens kommun - Åbenrå kommun |

## Vejle amt
| - Brædstrups kommun - Børkops kommun - Egtveds kommun - Fredericia kommun - Gedveds kommun - Give kommun | - Hedensteds kommun - Horsens kommun - Jellings kommun - Juelsminde kommun - Koldings kommun | - Lunderskovs kommun - Nørre-Snede kommun - Tørring-Uldums kommun - Vamdrups kommun - Vejle kommun |

## Vestsjællands amt
| - Bjergsteds kommun - Dianalunds kommun - Dragsholms kommun - Fuglebjergs kommun - Gørlevs kommun - Hashøjs kommun - Haslevs kommun - Holbæks kommun | - Hvidebæks kommun - Høngs kommun - Jernløse kommun - Kalundborgs kommun - Korsørs kommun - Nykøbing-Rørvigs kommun - Ringsteds kommun - Skælskørs kommun | - Slagelse kommun - Sorø kommun - Stenlille kommun - Svinninge kommun - Tornveds kommun - Trundholms kommun - Tølløse kommun |

## Viborgs amt
| - Bjerringbro kommun - Fjends kommun - Hanstholms kommun - Hvorslevs kommun - Karups kommun - Kjellerups kommun | - Morsø kommun - Møldrups kommun - Sallingsunds kommun - Skive kommun - Spøttrups kommun - Sundsøre kommun | - Sydthy kommun - Thisteds kommun - Tjele kommun - Viborgs kommun - Ålestrups kommun |

## Århus amt
| - Ebeltofts kommun - Galtens kommun - Gjerns kommun - Grenaa kommun - Hadstens kommun - Hammels kommun - Hinnerups kommun - Hørnings kommun - Langå kommun | - Mariagers kommun - Midtdjurs kommun - Nørhalds kommun - Nørre Djurs kommun - Odders kommun - Purhus kommun - Randers kommun - Rosenholms kommun - Rougsø kommun | - Ry kommun - Rønde kommun - Samsø kommun - Silkeborgs kommun - Skanderborgs kommun - Sønderhalds kommun - Thems kommun - Århus kommun |